# Foshan
Foshan (in cinese 佛山; in pinyin Fóshān) è una città della Cina nella provincia del Guangdong.

## Etimologia
Il nome Foshan significa letteralmente Monte del Buddha.

## Storia
Numerosi reperti archeologici rinvenuti a Foshan dimostrano che l'area era già abitata più di duemila anni or sono. Nel 628 d.C. furono trovate tre statue in bronzo del Buddha, da cui la città prese il nome.
Durante il periodo Song (960-1279) Foshan era un rinomato centro per la produzione di porcellane, di oggetti fusi e di tessitura in seta.

## Monumenti e luoghi d'interesse

### Tempio degli Antenati (Zumiao)
Risalente alla seconda metà del secolo XI, fu restaurato nel 1372.
È dedicato all'imperatore del Nord, Signore delle Acque. Non è dedicato agli Antenati come suggerisce il nome, ma la denominazione deriva solo dal fatto che si tratta del più antico tempio della città.
All'interno si trovano:
- il palazzo Antistante (Qian Dian),
- il palazzo Principale (Zheng Dian),
- il palazzo dei Festeggiamenti della Verità (Qingzhen Lou),
- il lago del Broccato Profumato (Jinxiang Chi),
- il terrazzo delle Diecimila Felicità (Wanfu Tai).

### Istituto delle arti popolari
L'Istituto delle arti popolari è situato nel Tempio dell'amore Fraterno e della Lunga Vita (Renshou Si).